# Cei patru fantastici: Ascensiunea lui Silver Surfer
Cei patru fantastici: Ascensiunea lui Silver Surfer, (titlu original Fantastic Four: Rise of the Silver Surfer), este un film cu supereroi din 2007, bazat pe echipa Marvel Comics cu același nume. A fost regizat de Tim Story și lansat de 20th Century Fox la 15 iunie 2007.

## Distribuție
- Ioan Gruffudd - Reed Richards
- Jessica Alba - Sue Storm
- Chris Evans - Johnny Storm
- Michael Chiklis - Ben Grimm
- Julian McMahon - Victor Von Doom
- Kerry Washington - Alicia Masters
- Andre Braugher - General Hager
- Laurence Fishburne - Voice of the Silver Surfer
- Doug Jones - Silver Surfer
- Beau Garrett - Captain Raye
- Brian Posehn - Wedding Minister
- Zach Grenier - Mr. Sherman/Rafke
- Vanessa Minnillo - Johnny's Wedding Date
- Patricia Harras - Fan Four Receptionist (Roberta)
- Stan Lee - Rejected Wedding Guest